# Regimiento Logístico n.º 5 "Magallanes"

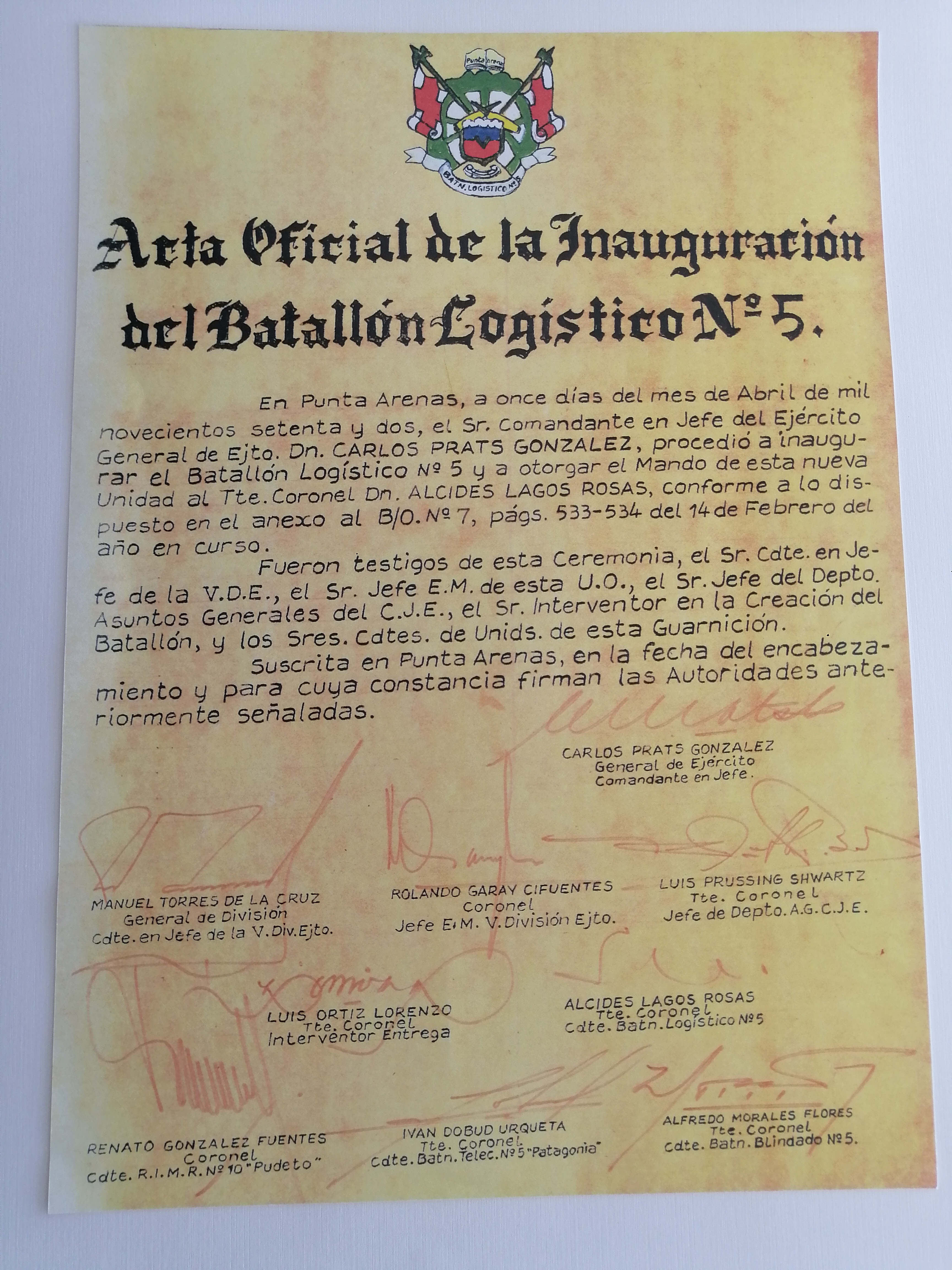
Imagen 1. Acta inauguración del Batallón Logístico N.°5

El Regimiento Logístico N.º 5 "Magallanes" del Coronel José de los Santos Mardones perteneciente a la V División del Ejército de Chile. Su origen data de 1969 con la creación de la Compañía de Maestranza. El 14 de febrero de 1972, conllevaría al nombramiento de su primer comandante (teniente coronel Alcides Lagos Rozas) e inaugurando el 11 de abril sus dependencias, por el entonces comandante en jefe general Carlos Prats González y el comandante en jefe de la V División, general División Manuel Torres de la Cruz, a fin de dar satisfacción a las necesidades logísticas de las unidades de las guarniciones de Punta Arenas y Coyhaique. Posteriormente, con la fusión de las unidades de los servicios, el 11 de abril de 1972, nace como Batallón Logístico N.º 5 "Magallanes" (imagen 1). Entre sus misiones destacan efectuar el apoyo a la fuerza a través de la entrega y retiro de bastimentos y pertrechos, la asistencia y ejecución de servicios veterinarios, el transporte operativo y ejecutar el mantenimiento a todos los vehículos pertenecientes de la institución, tales como son al material blindado, de artillería, telecomunicaciones e ingenieros entre otros. Es reconocido como la Unidad Logística más austral del mundo, estando compuesto por las siguientes unidades:
- Batallón Logístico y     Administrativo.
- Compañía de Abastecimiento.
- Compañía de Mantenimiento.
- Compañía de Transporte.
- Compañía de Atención.
- Compañía de Protección y     Escalón de Salud Pública Veterinaria
- Unidad de Cuartel.
- Sección de Policía Militar     Divisionaria.

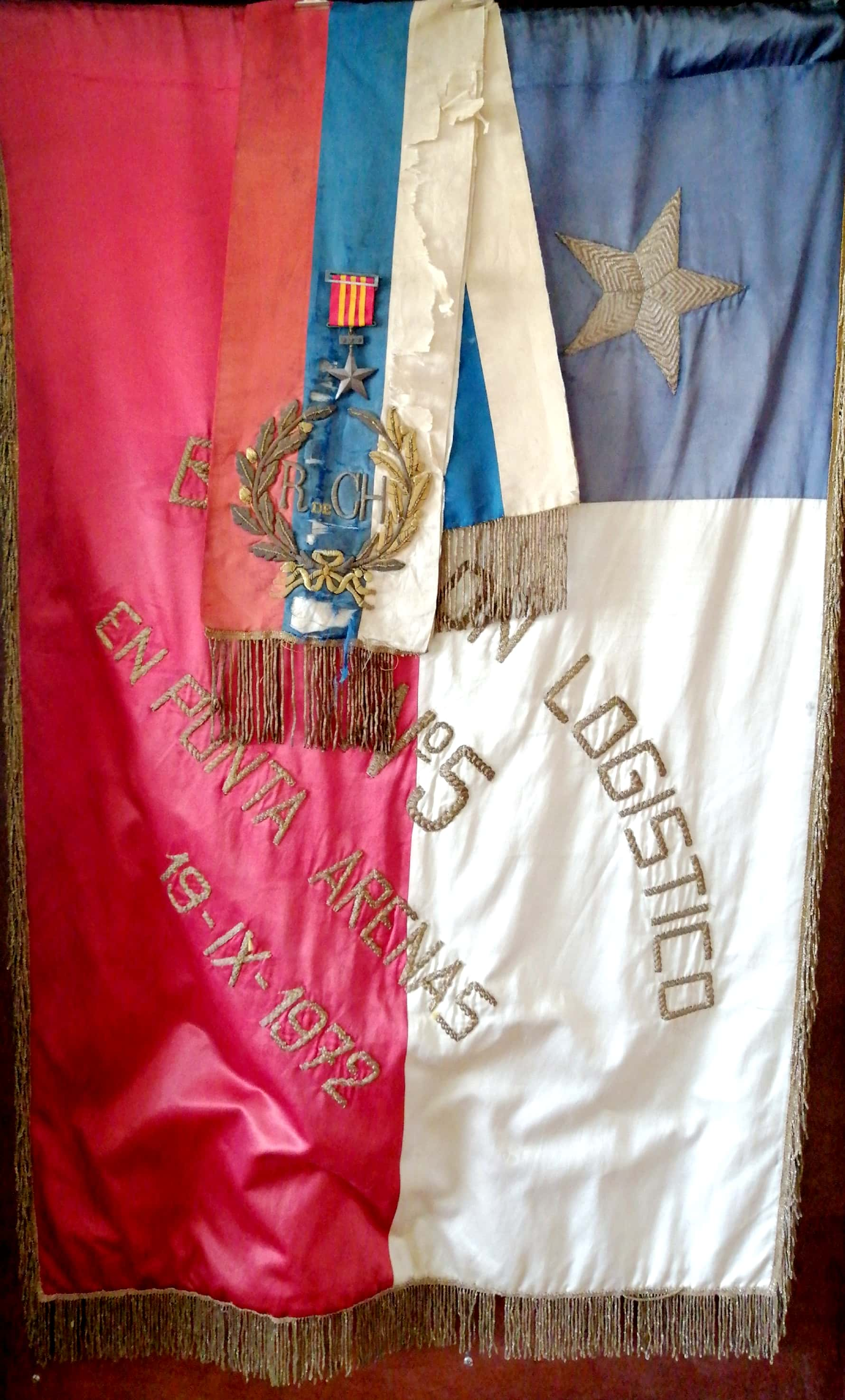
Imagen 2. Estandarte del Regimiento Logístico N.°5 "Magallanes"

El estandarte de la Unidad fue donado por la comunidad Yugoslava de Magallanes (Imagen 2), en un importante acto cívico militar en la Plaza Muñoz Gamero de la capital regional, en donde el comandante de la Unidad, teniente coronel Alcides Lagos Rozas, recibió de manos del presidente del Club Yugoslavo de Magallanes, Esteban Marinovic el estandarte que se mantiene como reliquia en el regimiento.
El 11 de abril de 2010 se procedió con la instauración de la denominación definitiva de esta unidad como Regimiento Logístico N.º 5 “Magallanes” (Imagen 3), en el entorno de la preponderante e importante labor de apoyo a la fuerza, que se traduce en mantener y acrecentar el estado de alistamiento operacional de la totalidad de la fuerza terrestre.

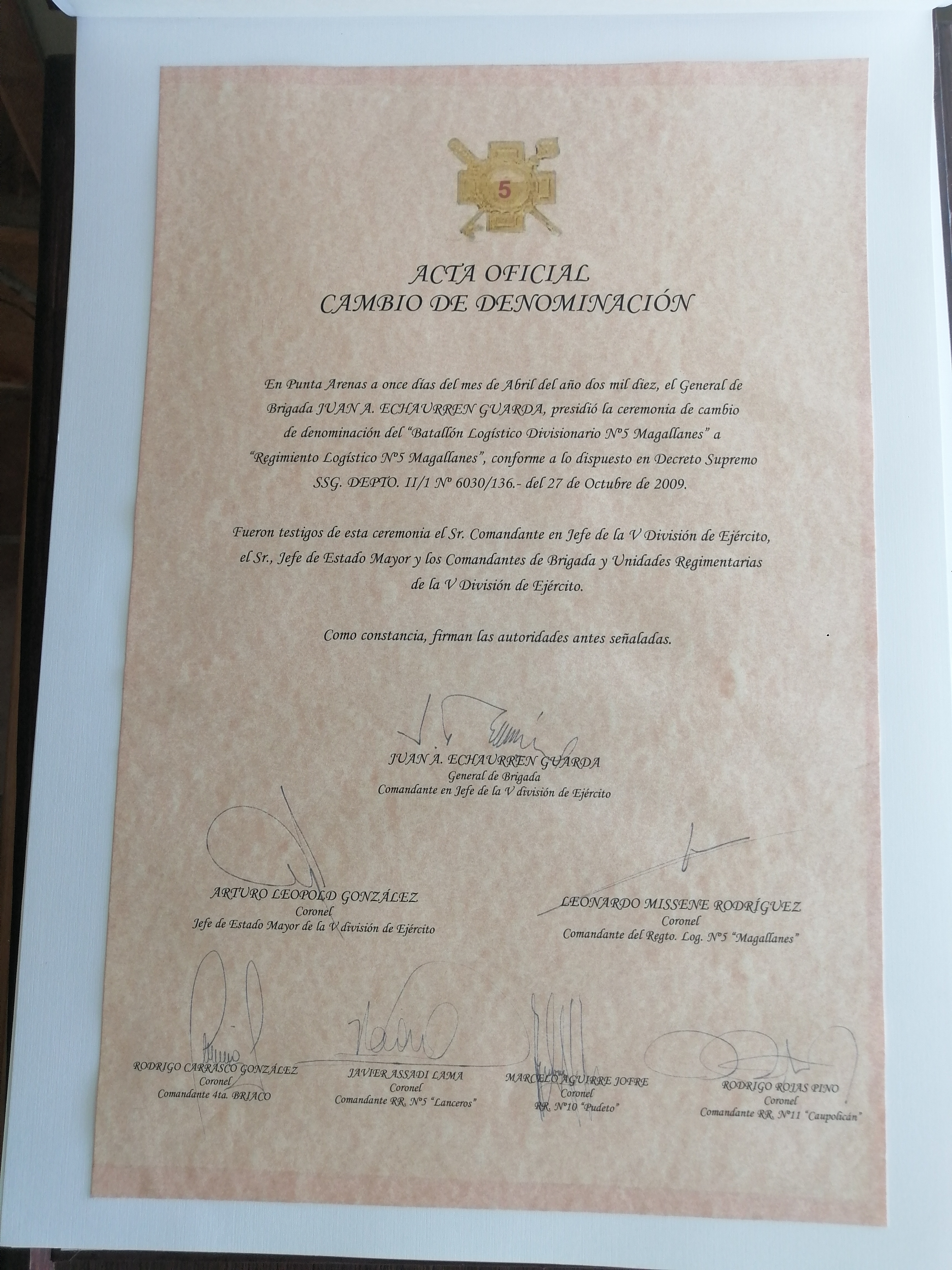
Imagen 3. Acta de cambio de Denominación de Batallón Logístico a Regimiento Logístico N.º 5 "magallanes".

Es importante y por lo demás significativo llevar el nombre de “Magallanes” que nos identifica no tan solo como un gran explorador de los océanos y descubridor de importantísimos y bastos escenarios de nuestra geografía terrestre, sino que indudablemente como un excelente planificador logístico que fue capaz de organizar, dirigir y controlar con sus escasos recursos de acuerdo a la época, el soporte de vida para sus tripulaciones y naves, siendo por lo tanto, si los miramos desde estos tiempos un genio logístico.
Como un importante factor integrador a las capacidades de su organización, el Regimiento está dotado en su mayoría con personal de los servicios logísticos, contando también con unánime cantidad personal de todas las armas y especialidades que, junto a los oficiales especialistas primarios, optimizan la ejecución de una logística moderna a la luz de las experiencias acumuladas en su anterior desempeño en las tropas de combate, conformando así un equipo que abnegadamente desarrolla cada una de las tareas en beneficio de mantener, la potencialidad de los sistemas operativos de la V División de Ejército.

Importancia en operaciones militares
En el marco de operaciones de despliegue por la Crisis del Canal Beagle en 1978, la unidad tuvo que establecer el sistema de abastecimiento y sostenimiento de la fuerza terrestre desplegada en el Teatro de Operaciones Austral Conjunto, llegando con diferentes medios a los diferentes frentes establecidos, como fueron el Frente Puerto Natales, Frente Punta Arenas el cual involucraba el sector de Monte Aymond, así como el apoyo al Frente Tierra del Fuego, siendo partícipes activos de las operaciones en defensa de los intereses territoriales nacionales, trabajando en forma incansable con los recursos existentes en un amplio territorio, en donde se fueron sumando distintas unidades de Ejército y también Carabineros durante el tenso año de 1978, lo cual conllevó al desarrollo de sistemas innovadores para la época, siendo parte activa de la movilización más grande de las Fuerzas Armadas hasta ese momento.
El 5 de mayo de 1979 y producto de la experiencia de las últimas maniobras, el Comandante en Jefe de la División impuso que el entonces, Batallón Logístico Divisionario, contará con un cuartel propio, agrupando todas las unidades frente al histórico Estrecho de Magallanes, en ventajas de apoyar desde el concepto de centralización de los medios y bajo los parámetros de una logística organizada, las necesidades de vida y de combate de las tropas, esto mediante la incorporación de unidades de intendencia, material de guerra, sanidad, veterinaria y transporte.
Durante el periodo comprendido entre los años 1983 y 2003, el Batallón guarnece en su cuartel de “Río de los Ciervos”, a unidades de fuerzas especiales de la V División, tales como: la Compañía de Comandos N.º 10 y N.º 11, unidades que aportaron al entorno logístico una mística especial.
Hitos
Entre los hitos de la unidad se pueden mencionar el éxito obtenido por la primera expedición científica militar al polo sur realizada durante meses de noviembre y diciembre del año 2004, donde esta unidad sirvió como base de apoyo, a través del personal y medios de la Compañía de Mantenimiento.
En el mismo tenor, el buen nivel técnico alcanzando por el personal especialista al comenzar en forma activa con la servidumbre logística y con mantenimiento de equipos y vehículos de la Base Antártica “Libertador Bernardo O´Higgins”, que nos ha permitido ser la base para la cuadrilla de reparación que acude a la base en la fase previa a la Campaña Antártica, siendo parte del esfuerzo en el Desarrollo Nacional y presencia del Estado en el Territorio Chileno Antártico.
La Unidad estuvo activamente desplegado en el denominado “Terremoto Blanco” en el año 1995, cumpliendo labores de apoyo fundamental a las diferentes fuerzas desplegadas, apoyando al complejo ciclo logístico establecido debido a la emergencia, apoyando al esfuerzo Inter agencial y conjunto activado, siendo fundamental al mantenimiento de las líneas de suministro de alimentos, equipo y combustible, en uno de los momentos más críticos de la Región de Magallanes.
Contribución al desarrollo nacional
nuestro personal también ha participado activamente en las plazas ciudadanas, organizadas por el municipio de Punta Arenas, y en forma importante, apoyando en la región con el convenio de cooperación institucional a través del programa “Chile Solidario”, actividad que junto con ayudar a los más necesitados tiene la virtud de hacer sentir nuestro personal, como partícipe directo de esta obra. Además, también en el marco de Septiembre amigo, las unidades apoyan diversas localidades, ayudando así a los vecinos a mejorar sus condiciones en su diario vivir y de ese modo acercarlos a la institución.